# Józef Medyk

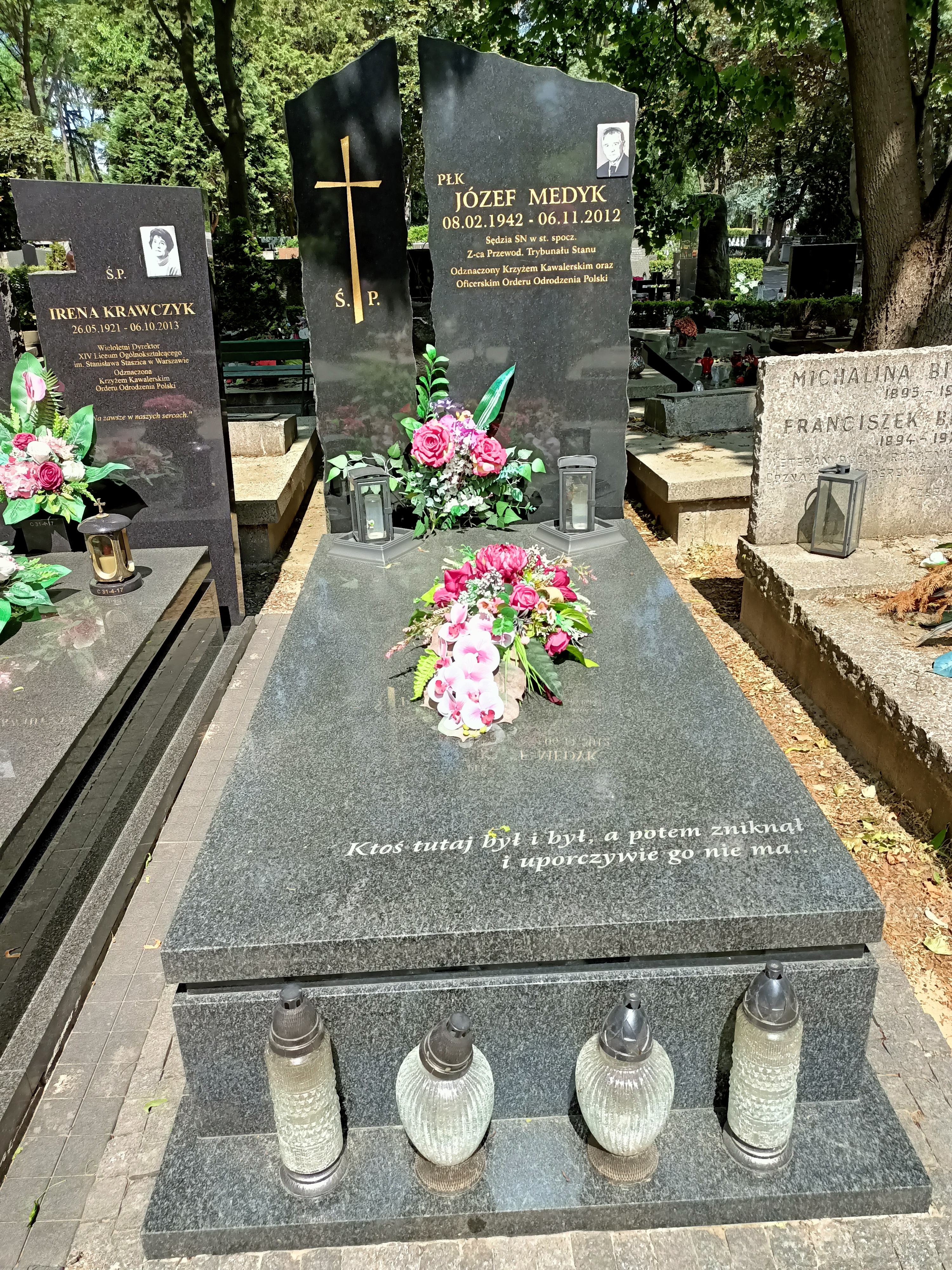
Grób Józefa Medyka na cmentarzu Wojskowym na Powązkach

Józef Medyk (ur. 8 lutego 1942 w m. Ostrów Nowy, zm. 6 listopada 2012 w Opolu) – polski prawnik, sędzia Sądu Najwyższego, od 2007 do 2011 członek, a od 2011 do 2012 zastępca przewodniczącego Trybunału Stanu.

## Życiorys
W 1969 ukończył prawo na Uniwersytecie Wrocławskim. Odbył aplikację w Prokuraturze Wojewódzkiej w Gdańsku. W czasie służby wojskowej pracował w sądach wojskowych w Poznaniu i Zielonej Górze. W okresie stanu wojennego został oddelegowany do sądu wojskowego we Wrocławiu. Był przewodniczącym składu orzekającego w sprawie górników z KWK Piast, których oskarżono o prowadzenie pod ziemią nielegalnego strajku. Ostatecznie zostali oni uniewinnieni, a Józef Medyk trafił następnie na przymusowy urlop.
W 1986 został powołany na stanowisko sędziego Sądu Najwyższego, przechodząc w stan spoczynku w 2002. Pełnił funkcję wiceprzewodniczącego i przewodniczącego Wyższego Sądu Dyscyplinarnego. W latach 1998–2007 był komisarzem wyborczym w Warszawie. Współpracował także z Biurem Rzecznika Praw Obywatelskich.
14 listopada 2007 został wybrany do Trybunału Stanu jako jeden z kandydatów zgłoszonych przez Platformę Obywatelską. 17 listopada 2011 Sejm VII kadencji powierzył mu funkcję zastępcy przewodniczącego TS w kolejnej kadencji.
Pochowany na cmentarzu Wojskowym na Powązkach w Warszawie (kwatera C31/4/18).

## Odznaczenia
- Krzyż Kawalerski Orderu Odrodzenia Polski
- Krzyż Oficerski Orderu Odrodzenia Polski